# Pitovcovití
Pitovcovití (Philepittidae) je nepočetná čeleď obsahující 4 druhy malých zpěvných ptáků řazených do 2 rodů a endemických k Madagaskaru.
Pitovci jsou malí pěvci s krátkými ocasy. Samci mají kolem očí výrazně zbarvené laloky, které jsou patrné převážně během hnízdního období. Zástupci rodu Philepitta se živí převážně měkkými plody, ale i hmyzem. Dva druhy rodu Neodrepanis jsou pak přizpůsobeni ke sběru nektaru. Hnízdí během období dešťů a staví velká hruškovitá hnízda zavěšená na větvích stromů. O jejich podrobnějším hnízdním chování je toho však známo jen málo. Nejprozkoumanějším druhem je pitovec hedvábný (Philepitta castanea), který je polygamní a u kterého veškerou péči o vejci i mláďata obstarává samotná samice.
V současné době je jeden druh, pitovec madagaskarský (Neodrepanis hypoxanthus), považován za zranitelný. V minulosti byl označován též za ohroženého a dokonce i za možná vyhynulého, ale pouze z důvodu, že se ve vysokohorských oblastech, kde žije, jeho početnost velmi špatně odhadovala. Další druh, pitovec žlutobřichý (Philepitta schlegeli), je pak považován za téměř ohrožený.

## Druhy
- Čeleď Philepittidae
  - Rod Philepitta
    - Pitovec hedvábný (Philepitta castanea)
    - Pitovec žlutobřichý (Philepitta schlegeli)

  - Rod Neodrepanis
    - Pitovec dlouhozobý (Neodrepanis coruscans)
    - Pitovec madagaskarský (Neodrepanis hypoxanthus)